# Eyalato de Mesjetia
El eyalato de Mesjetia, Childir (en turco otomano: ایالت ایالت چلدر; Eyālet-i Çıldır‎) o Akhalzik fue un eyalato del Imperio otomano en el suroeste del Cáucaso. El área de la antigua Çıldır ahora se divide entre Samtsje-Yavajeti y la Ayaria en Georgia y las provincias de Artvin, Ardahan y Erzurum en Turquía. El centro administrativo fue Çıldır entre 1578-1628, Ahıska entre 1628-1829 y Oltu entre 1829-1845. 

## Historia
Samtsje fue el único principado georgiano que se convirtió de forma permanente en una provincia otomana (como el eyalato de Childir). En los ochenta años posteriores a la batalla de Zivin, la región fue absorbida gradualmente por el imperio. 
Los otomanos tomaron la región de Ahıska del Principado de Guria, un estado vasallo de la dinastía safávida. En 1578, cuando se estableció la nueva provincia, nombraron al ex príncipe georgiano Minuchir (que tomó el nombre de Mustafá después de convertirse al islam) como el primer gobernador. A partir de 1625, todo el eyalato se convirtió en posesión hereditaria de los ahora musulmanes atabegs de Samtsje, que lo administraron como gobernadores hereditarios, con algunas excepciones, hasta mediados del siglo XVIII. 
Durante la guerra ruso-turca (1828-1829), los rusos ocuparon gran parte de la provincia. El centro administrativo se trasladó de Ahıska, que fue cedido a Rusia, a Oltu.[cita requerida]
Por el tratado de Adrianópolis, gran parte del bajalato fue cedido a Rusia y pasó a formar parte de la provincia rusa de Akhalzik. La parte interior restante, más pequeña, se unió con el eyalato de Kars (más tarde parte del eyalato de Erzurum) en 1845 y las partes costeras se unieron con Trebisonda en 1829.

## Gobernadores
- Ishak Bajá, quien supervisó la finalización del Palacio Ishak Pachá.[7]

## Divisiones administrativas
Sanjacados del eyalato en el siglo XVII:
1. Sanjacado de Oulti (Oltu)
2. Sanjacado de Harbus
3. Sanjacado de Ardinj (Ardanuç)
4. Sanjacado de Hajrek (Hanak)
5. Sanjacado de Gran Ardehan
6. Sanjacado de Postkhu
7. Sanjacado de Mahjil (Macahel)
8. Sanjacado de Ijareh penbek

- Sanjacados hereditarios:

1. Sanjacado de Purtekrek (Yusufeli)
2. Sanjacado de Lawaneh (Livane / Artvin)
3. Sanjacado de Nusuf Awan
4. Sanjacado de Shushad (Şavşat)